# Stade de fond de Lago di Tesero
Le stade de fond de Lago di Tesero (en italien : Stadio del fondo di Lago di Tesero) est un équipement sportif situé au lieu-dit Lago sur la commune de Tesero, en Val di Fiemme, dans la province autonome de Trente.

Construit en 1990 pour les Championnats du monde de ski nordique 1991, il accueillera le ski de fond pour les Jeux olympiques d'hiver de 2026. 